# Laphystia
Laphystia is een vliegengeslacht uit de familie van de roofvliegen (Asilidae).

## Soorten
- L. aegyptiaca Efflatoun, 1937
- L. albiceps (Macquart, 1846)
- L. alpheia Janssens, 1958
- L. anatolica (Hermann, 1920)
- L. annulata Hull, 1957
- L. bromleyi Wilcox, 1960
- L. brookmani Wilcox, 1960
- L. canadensis Curran, 1927
- L. carnea Hermann, 1906
- L. cazieri Wilcox, 1960
- L. columbina Schiner, 1868
- L. confusa Curran, 1927
- L. dimidiata Oldroyd, 1958
- L. duncani Wilcox, 1960
- L. erberi (Schiner, 1865)
- L. flavipes Coquillett, 1904
- L. francoisi Janssens, 1966
- L. hispanica Strobl, 1906
- L. howlandi Wilcox, 1960
- L. indica Joseph & Parui, 1997
- L. jamesi Wilcox, 1960
- L. kuehlhorni Janssens, 1961
- L. laguna Wilcox, 1960
- L. lanhami James, 1941
- L. latiuscula Loew, 1871
- L. lehri Abbassian-Lintzen, 1964
- L. limatula Coquillett, 1904
- L. litoralis Curran, 1931

- L. martini Wilcox, 1960
- L. notata (Bigot, 1878)
- L. ochreifrons Curran, 1931
- L. opaca Coquillett, 1904
- L. pilamensis Hradský, 1983
- L. pursati Tomasovic & Smets, 2007
- L. robusta Hermann, 1908
- L. rubra Hull, 1957
- L. rufiventris Curran, 1931
- L. rufofasciata Curran, 1931
- L. sabulicola Loew, 1847
- L. selenis Paramonov, 1930
- L. setosa Theodor, 1980
- L. sexfasciata (Say, 1823)
- L. sillersi Hull, 1963
- L. snowi Wilcox, 1960
- L. sonora Wilcox, 1960
- L. stigmaticalis Bigot, 1878
- L. texensis Curran, 1931
- L. tolandi Wilcox, 1960
- L. torpida Hull, 1957
- L. utahensis Wilcox, 1960
- L. varipes Curran, 1931